# منتخب الاتحاد السوفيتي لكرة اليد للرجال
منتخب الاتحاد السوفيتي لكرة اليد للرجال هو ممثل الاتحاد السوفيتي الرسمي في المنافسات الدولية في كرة اليد.